# O-2694
O-2694 je lek koji je kanabinoidni derivat. On ima analgetsko dejstvo, i koristi se u naučnim istraživanjima. Za razliku od većine drugih kanabinoida, on je rastvoran u vodi. O-2694 ima visok afinitet za CB1 i CB2 receptore, sa Ki vrednostima od 3,7 nM na CB1 i 2,8 nM na CB2. Međutim, on ima kompleksnu farmakokinetiku pošto se najveći deo unesene doze metabolizuje hidrolizom estarske veze do u vodi nerastvornog jedinjenja O-2372, čime se formira bifazni profil dejstva, te je manje podesan za istraživačke svrhe od srodnog jedinjenja O-2545.